# As Virgínias

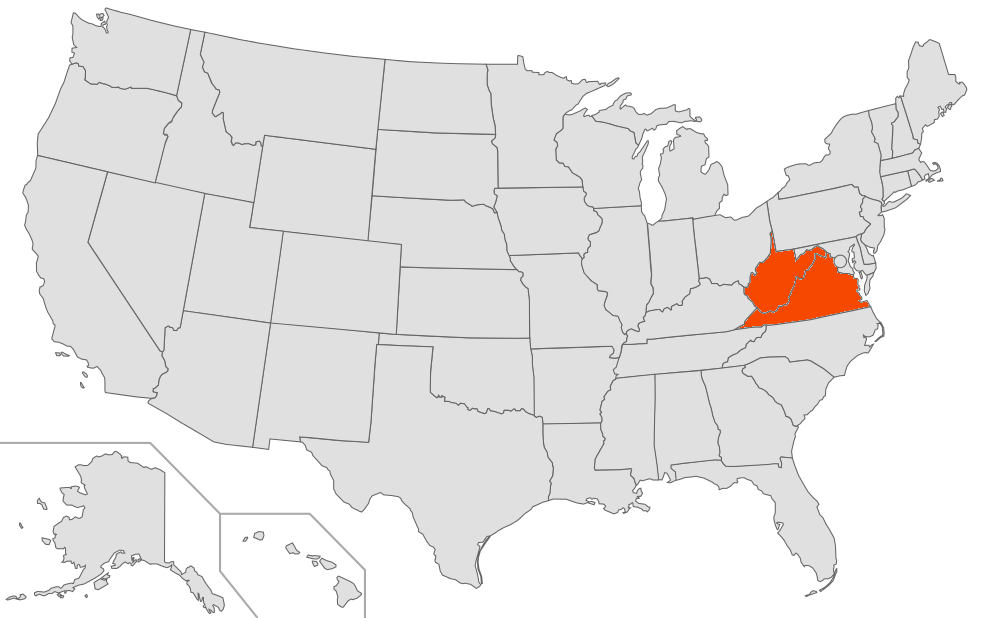
As Duas Virgínias.

As Virgínias (por vezes, também conhecida como As Duas Virgínias) é uma região dos Estados Unidos que compreende os estados de Virgínia e Virgínia Ocidental. Se fossem um único estado (como eles eram até a Guerra Civil Americana), as Virgínias teriam uma população combinada de 9.854.018 habitantes a partir do censo nacional de 2010. Isso daria a Virgínia a 9ª maior população de qualquer estado dos Estados Unidos, com menos de 20.000 habitantes a menos do que o 8º colocado, Michigan. A área total dos dois estados é de aproximadamente 175.000 quilômetros quadrados (67.000 milhas quadradas).